# Wendowie

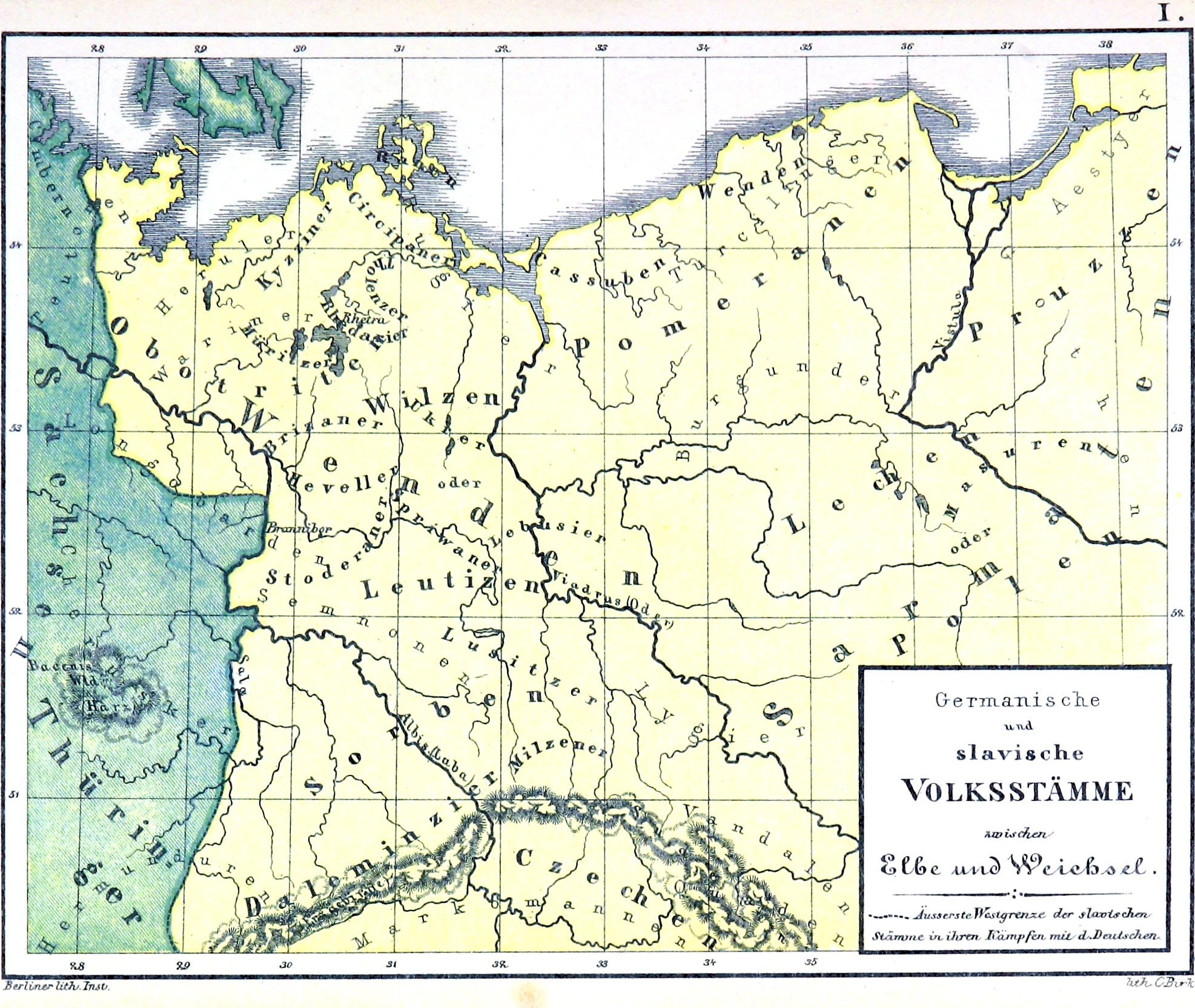
Wendowie w szerszym (Połabie) i węższym (Słowińcy) znaczeniu we wczesnym średniowieczu na niemieckiej mapie.

Wendowie (niem. Wenden, Winden; nord. Venðar, Vinðar; duń. Vendere; szw. Vender, łac. Vinidi, Winuli, Sclavi, Vandali) – historyczne określenie Słowian nadbałtyckich w językach germańskich, wspólne dla Połabian, Łużyczan i Pomorzan, zamieszkujących na wschód od Danii, na terenach od Meklemburgii i Rugii do Gdańska. 
W średniowieczu termin „Wendowie” był w tych językach synonimem Słowian, w tym Polaków. Był też używany w literaturze w odniesieniu do Słowian zachodnich i południowych żyjących w Świętym Cesarstwie Rzymskim. 
Termin ten uważa się za wcześniejszą nazwę Pomorzan, Kaszubów i Słowińców. Obecnie używany w Niemczech w odniesieniu do Serbów Łużyckich.
Nazwa przetrwała w językach bałto-fińskich (fiński: Venäjä, estoński: Vene, karelski: Veneä) oznaczając współczesną Rosję.

## Historia

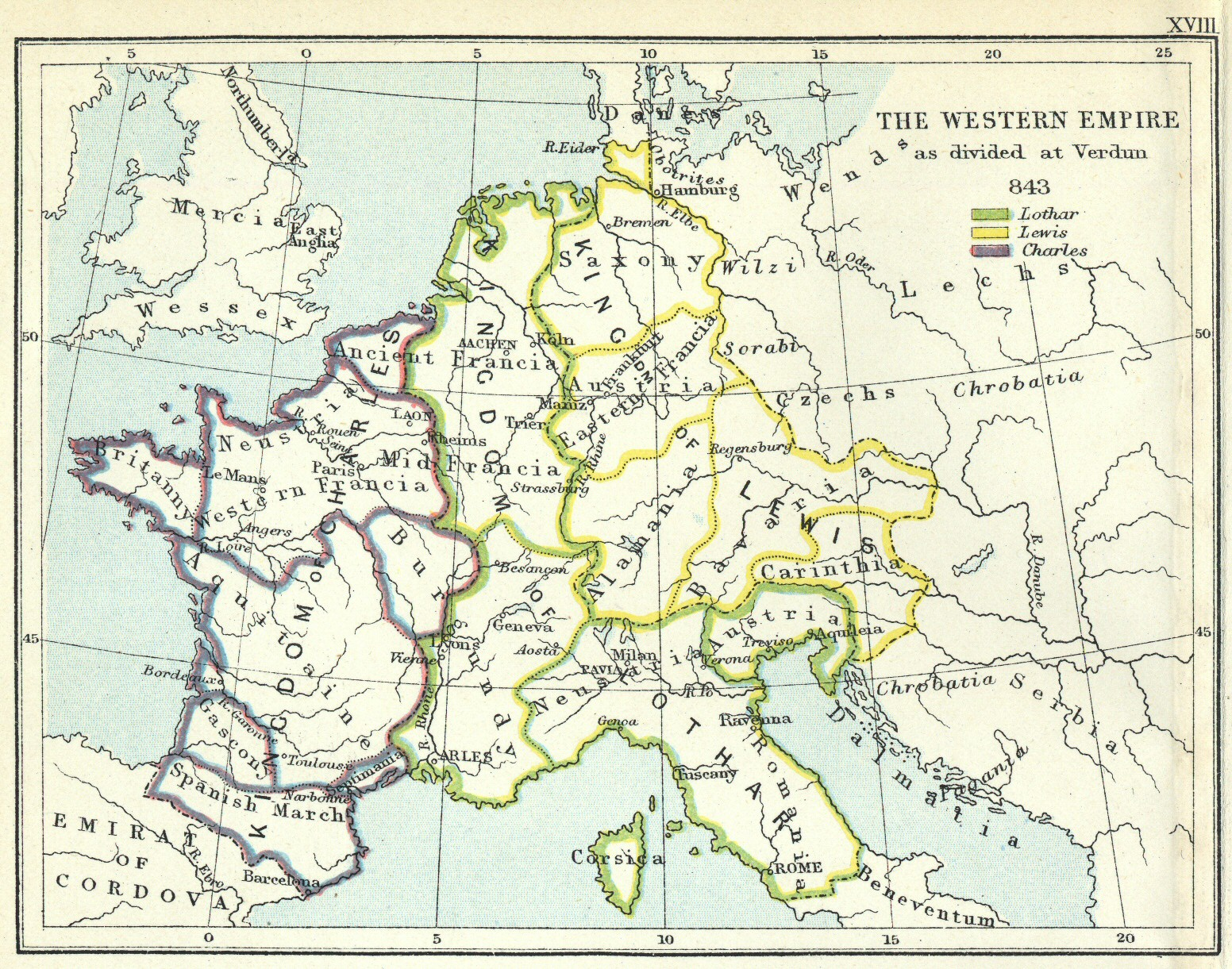
Europa po traktacie w Verdun w 843 roku, Wendowie jako Słowianie nadbałtyccy.

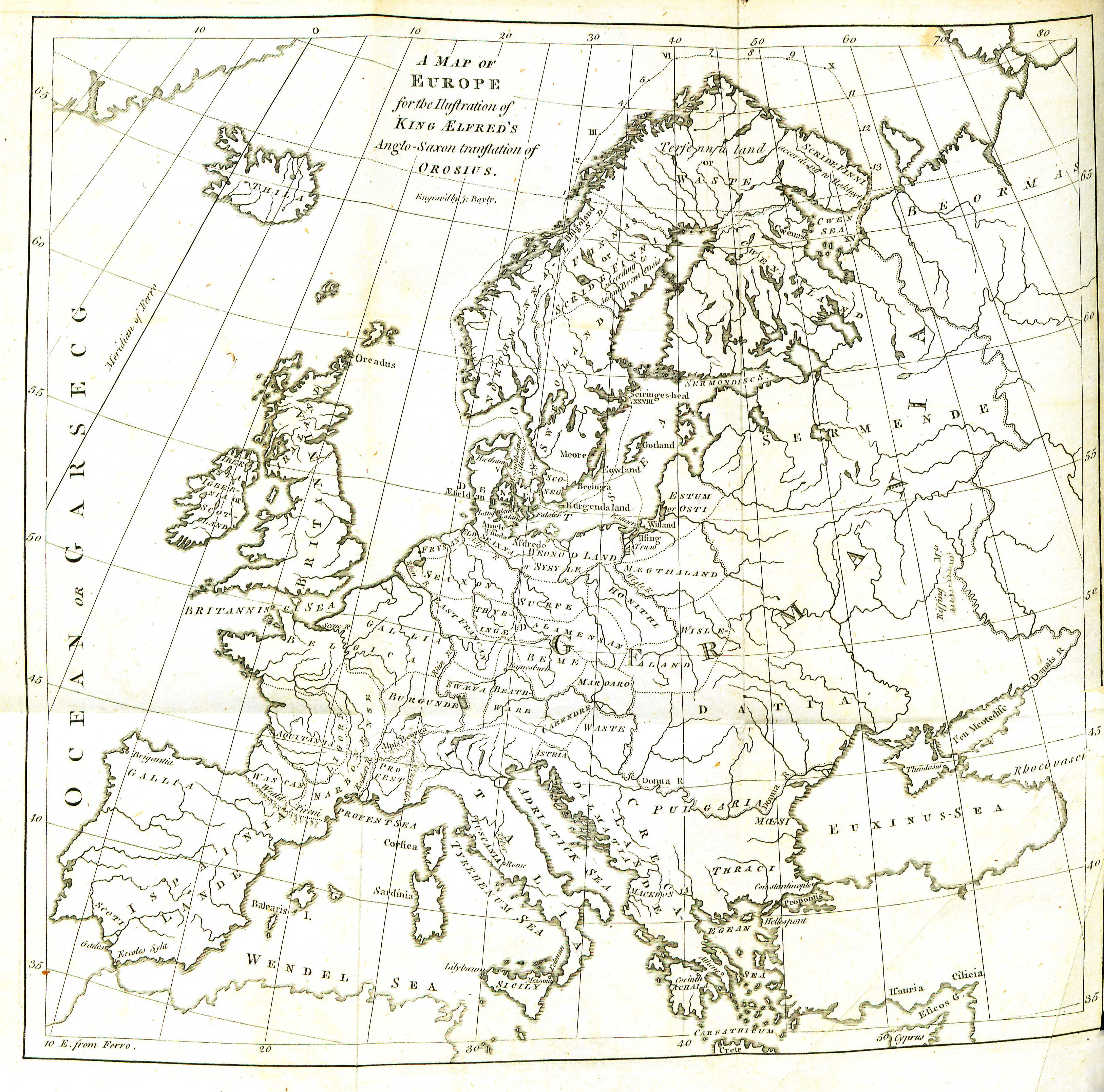
Europa około 900 roku według anglosaskiego opisu świata Alfreda Wielkiego. Widoczny Weonodland, kraj Słowian (mapa z 1773).

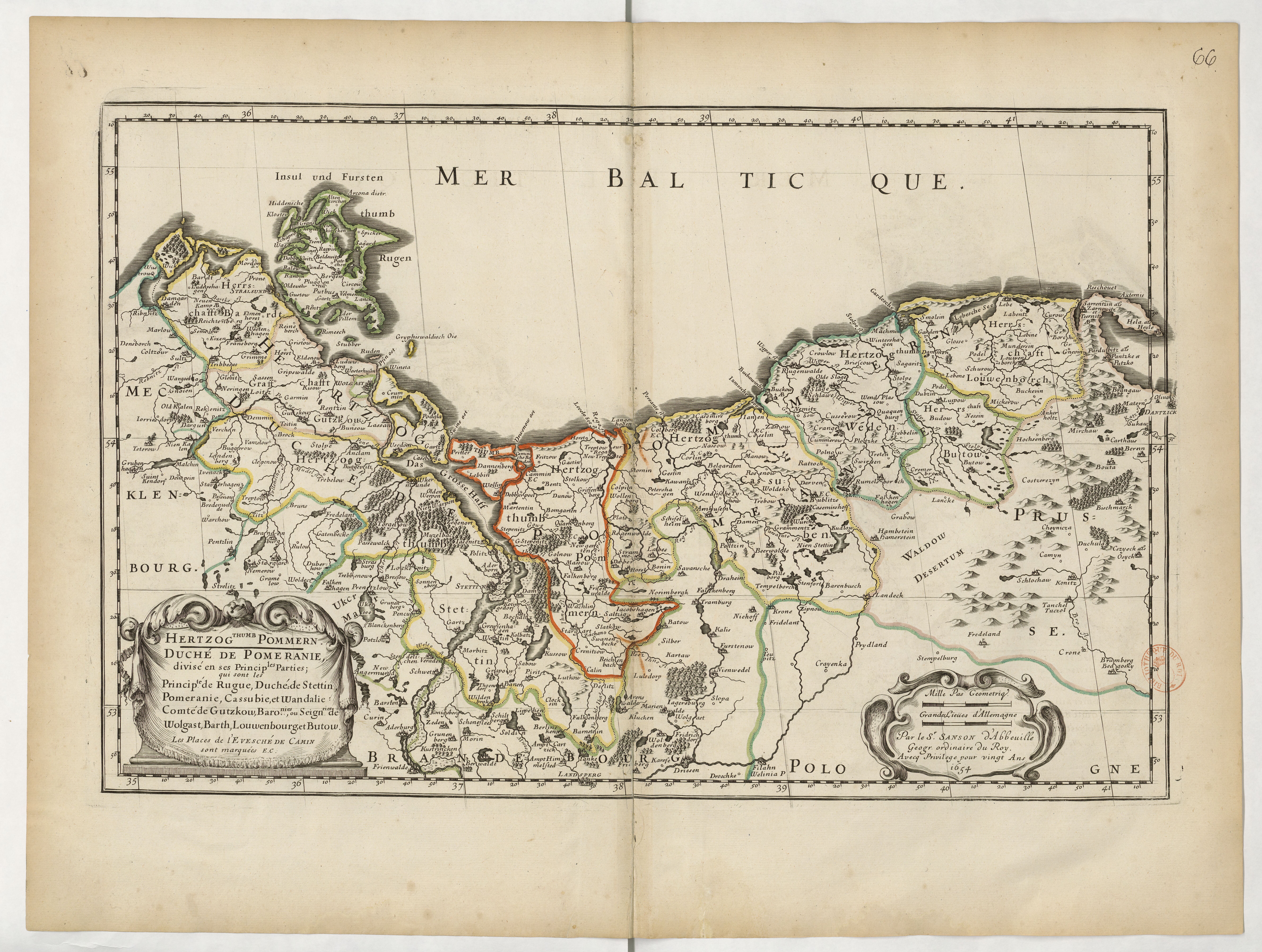
Mapa Księstwa Pomorskiego z XVII wieku z Księstwem Wendyjskim ze stolicą w Słupsku

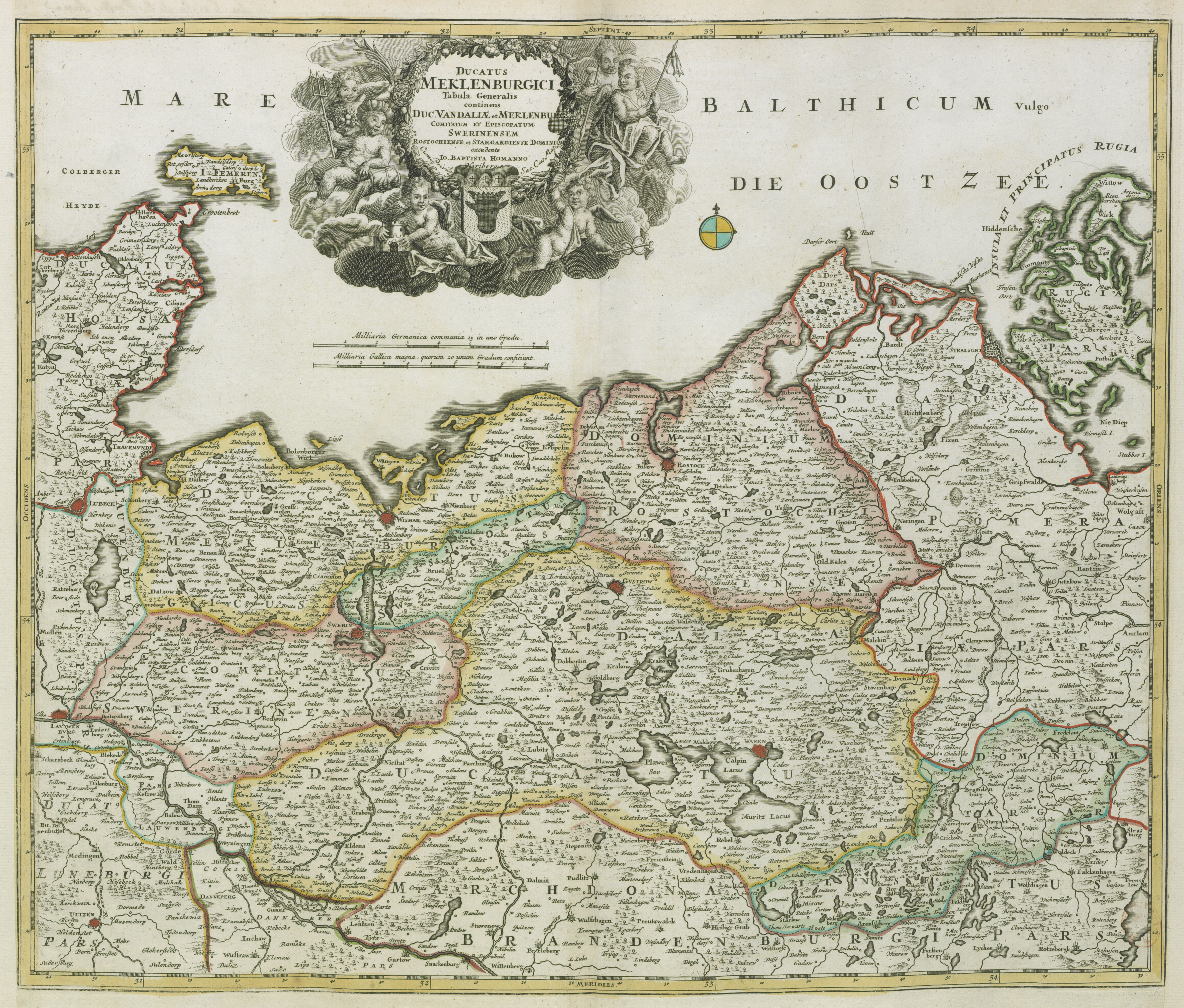
Mapa Meklemburgii z 1700 roku, widoczne Księstwo Wendyjskie ze stolicą w Güstrow (księstwo Mecklenburg-Güstrow)

Średniowieczne określenie Słowian nadbałtyckich jako Wendów może mieć związek ze starożytną nazwą ludu Wenedów (łac. Venedi, Veneti), którą określano w źródłach antycznych mieszkańców ziem polskich w pierwszych wiekach n.e. (I–II w). Trwa spór, czy nazwa ta dotyczy przodków Słowian, ludów celtyckich, germańskich Wandalów czy innego ludu.
We wczesnym średniowieczu (od VI wieku) w źródłach określano Wenetami/Wenedami/Wendami już niewątpliwie Słowian nadbałtyckich (np. Jordanes w dziele Getica z 551 roku).  Prawdopodobnie nazwa wcześniejszego ludu została przeniesiona na Słowian, którzy dotarli wówczas nad Bałtyk.
Około roku 900 król Wesseksu Alfred Wielki zawarł w swoim anglosaskim dziele relację Wulfstana z podróży do Truso, który mijał po drodze Weonodland,  czyli „kraj Wendów” („Słowiańszczyznę” według przekładu G. Labudy).
Skandynawowie (wikingowie) określali południowe wybrzeża Bałtyku jako Vendland, Vindland, co dotyczyło głównie Pomorza. W sagach występuje nazwa kraju Vinðlandi, a jego król Burysław określany jest jako Vinðakonungr, „król Słowian”, lub konungr í Vinðlandi, „król kraju Słowian” (łac. rex Slaviae). Samych Słowian sagi nie nazywają inaczej niż Vinða lub Venða.
Co najmniej od VIII wieku łacińskie źródła nazywają Słowian zachodnich zamiennie Vandali i Sclavi, co wynikało z utożsamienia współczesnych Wendów ze starożytnymi Wandalami. Na przykład Mieszko I we współczesnym mu żywocie świętego Udarlyka określony jest jako "dux Wandalorum”, czyli książę Wendów (Słowian). Podobnie określa go jeden z roczników niemieckich. Inne współczesne mu źródła używają alternatywnego zwrotu "dux Sclavorum".
W roku 1147 została zorganizowana wyprawa chrystianizacyjna przeciwko Wendom, znana jako krucjata wendyjska lub połabska (niem. Wendenkreuzzug).

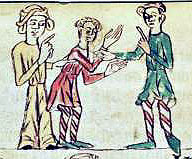
Wendowie przedstawieni w schematyczny sposób w Zwierciadle saskim – kobieta (po lewej) z warkoczem zaplecionym wokół głowy, mężczyźni z podgolonymi głowami i charakterystycznymi dwukolorowymi nogawkami

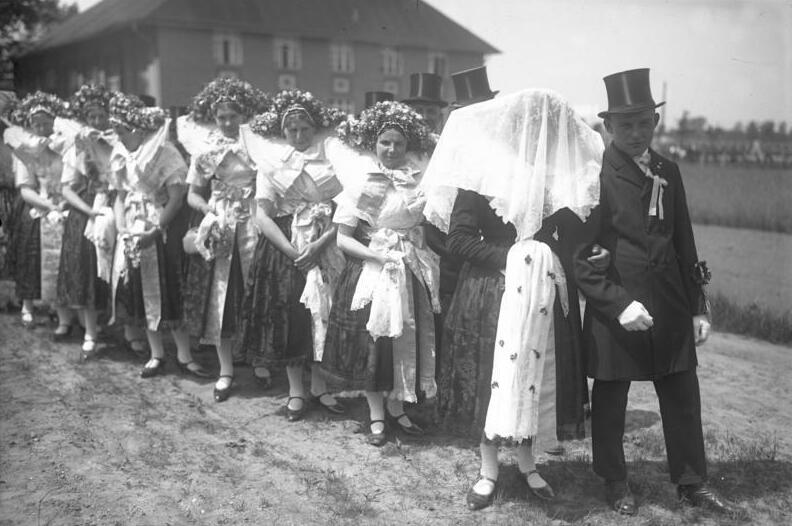
Wesele łużyckich Wendów, Spreewald, 1931

Nazwa Wende występuje również w znaczeniu prawnym, w pochodzącym z początku XIII wieku Zwierciadle saskim, jako odpowiednik wyrazu sclavus (Słowianin – sługa, niewolnik) w łacińskiej redakcji tego zbioru* .
W czasach nowożytnych na Księstwo Pomorskie używano łacińskiego odpowiednika Vandalia lub Vandalica regio, a jedną z jego ziem składowych było Księstwo Wendyjskie, które pokrywało się zasadniczo z Księstwem słupskim.
Władcy Księstwa Pomorskiego nosili tytuł "książę Słowian i Kaszub" (dux Slavorum et Cassubie), "książę Kaszubów" (dux Cassubie) lub "książę Wendów" (dux Vandalorum). Tytuł ten przejęli później (jako królewski) władcy Danii i Szwecji (patrz poniżej) oraz (jako książęcy) elektorzy Brandenburgii.
W języku niemieckim jeszcze w XX wieku terminem Wenden (l.poj. Wende) określano Słowian, rzeczownika Wenden i przymiotnika wendisch używa się w stosunku do Serbołużyczan (zamiennie z Sorben i sorbisch). 
Przed 1945 rokiem niektóre miejscowości zamieszkane przez Słowińcow nosiły przyrostek "wendisch" (np. Wendisch Buckow, Wendisch Silkow, Wendisch Karstnitz). Również w Niemczech jest wiele miejscowości z tym przedrostkiem.
Słowo wend występuje również jako źródłosłów nazwy dużej duńskiej wyspy Vendsyssel-Thy oraz wielu nazwisk (np. Wende, Wenta, Wendt).

## Język

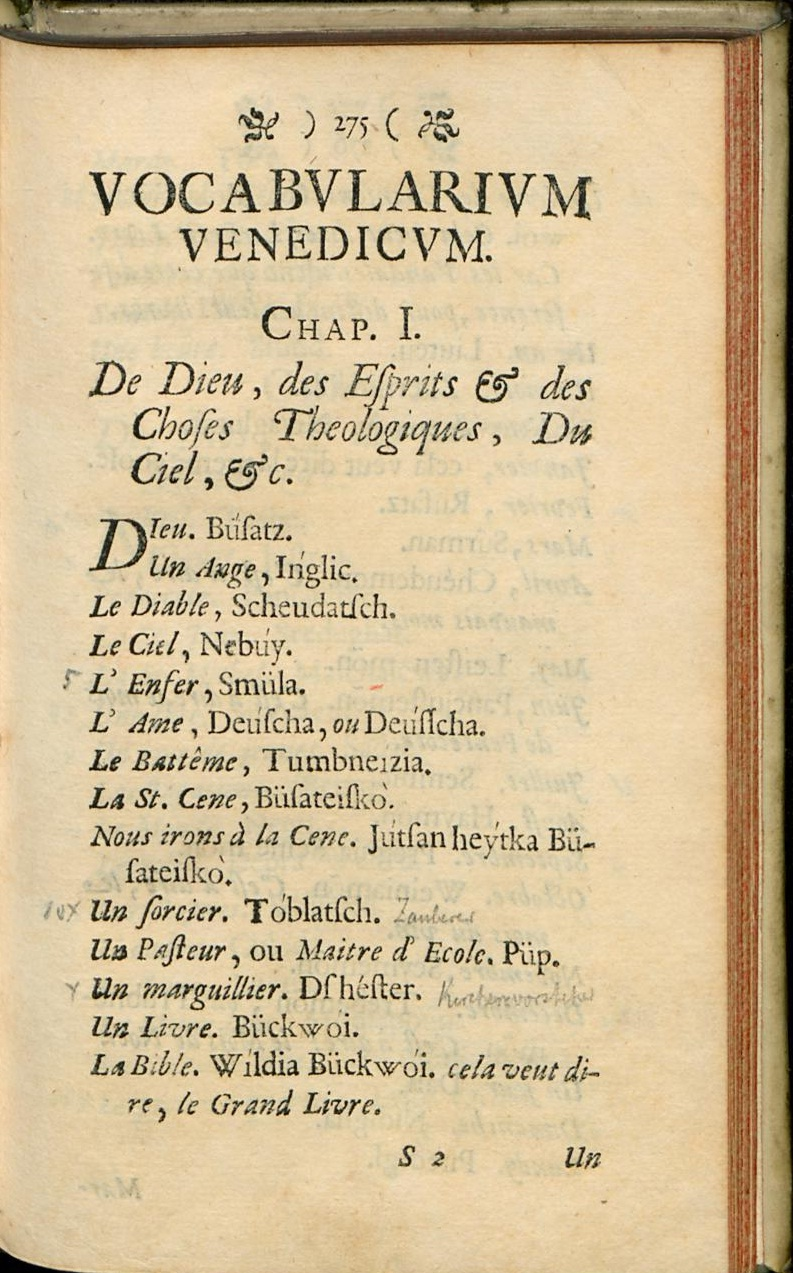
Pierwsza strona słownika języka Wendów (połabskiego) Vocabularium Venedicum Christiana Henninga z 1705 r.

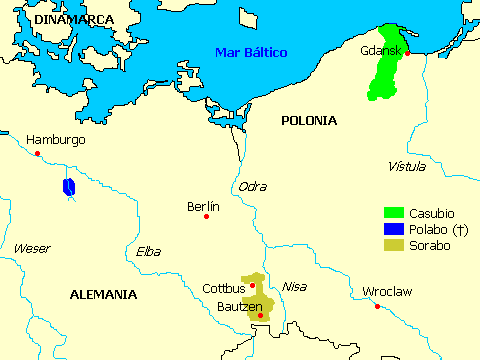
Pozostałości językowe Wendów: kaszubski, serbołużyckie i połabski (martwy).

Wendowie na całym obszarze Połabia i Pomorza mówili dialektami zachodniosłowiańskimi których pozostałością są języki serbołużyckie na Łużycach, kaszubski na Kaszubach i wymarły w XVIII wieku język połabski (drzewiański) w Wendland.
Badania języka połabskiego zapoczątkował Christian Hennig w Vocabularium Venedicum z 1705 roku. Językiem Wendów zajmował się również Johann Heinrich Jugler, autor Vollständiges Lüneburgisch-Wendisches Wörterbuch, a ich historię i kulturę opisywał Johann Parum Schultze w Die Wendländische Bauernchronik.

## Tytuł "król Wendów"

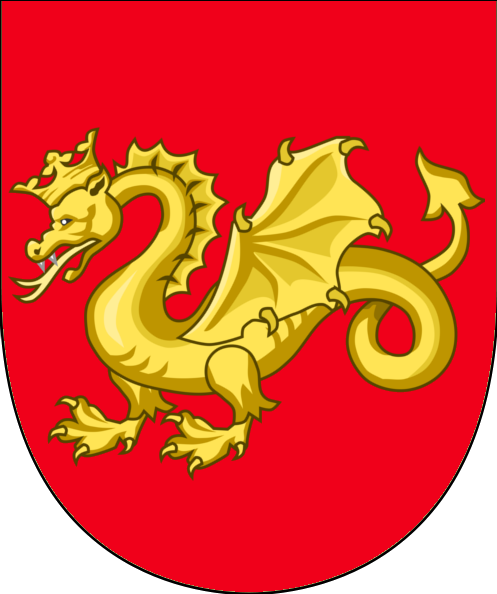
Herb królów Wendów, w latach 1440-1972 w składzie królewskiego herbu Danii (według Andersa Thiseta Om danske By- og Herredsvaaben, 1893)

Władcy Danii od XII wieku i władcy Szwecji od XVI wieku nosili tytuł "króla Wendów" (duń. Vendernes Konge, szw. Vendes konung). 
Początki duńskiego tytułu siegają roku 1129, gdy książę jutlandzki Kanut Lavard rozszerzył swoje panowanie na ziemie Obodrytów po śmierci synów księcia Henryka Gotszalkowica i otrzymał od cesarza Lotara III tytuł króla lub księcia (knes) Wendów. 
Jego wnuk Kanut VI był zaś pierwszym królem Danii, który po pokonaniu w 1184/85 pomorskiego księcia Bogusława I zaczął tytułować się oficjalnie królem Wendów. Królowie Danii nosili ten tytuł do 1972 roku. Po łacinie używano odpowiednika rex Sclavorum, czyli "król Słowian", a od XVI wieku również rex Vandalorum, co wynikło z historycznego pomieszania Wandalów z Wendami
Około roku 1540 tego samego tytułu zaczął używać szwedzki król Gustaw I Waza, który również podnosił pretensje do panowania nad Pomorzem Zachodnim. Królowie Szwecji nosili ten tytuł do 1973 roku. Po łacinie używano tam odpowiednika rex Vandalorum.
Szwedzki tytuł "dziedzicznego króla Szwedów, Gotów i Wendów" (łac. Suecorum, Gothorum Vandalorumque hæreditarius rex) nosili polscy władcy z dynastii Wazów.

## Związek z imieniem Wandy
Według niektórych hipotez imię legendarnej księżniczki Wandy, wspomnianej przez Wincentego Kadłubka, pochodzi od nazwy Wendów (Wendyjka, czyli Słowianka).
Kadłubek wiąże imię księżniczki z ludem Wandalów, który w średniowieczu mylono z nazwą Wendów.